# مايك هيرست
مايك هيرست (بالإنجليزية: Mike Hurst)‏ هو كاتب أغاني ومنتج أسطوانات بريطاني، ولد في 19 سبتمبر 1941 في كيلبيرن ‏ في المملكة المتحدة.

## وصلات خارجية
- مايك هيرست على موقع IMDb (الإنجليزية)
- مايك هيرست على موقع ميوزك برينز (الإنجليزية)
- مايك هيرست على موقع ديسكوغز (الإنجليزية)